# Bund Deutscher Baumeister, Architekten und Ingenieure
Im Bund Deutscher Baumeister, Architekten und Ingenieure e. V. (BDB) sind 8000 Architekten und Ingenieure des Bauwesens organisiert – Freiberufler, Angestellte, Beamte, unternehmerisch tätige Planer, baugewerbliche Unternehmer sowie Studenten der Fachbereiche Architektur und Bauingenieurwesen.

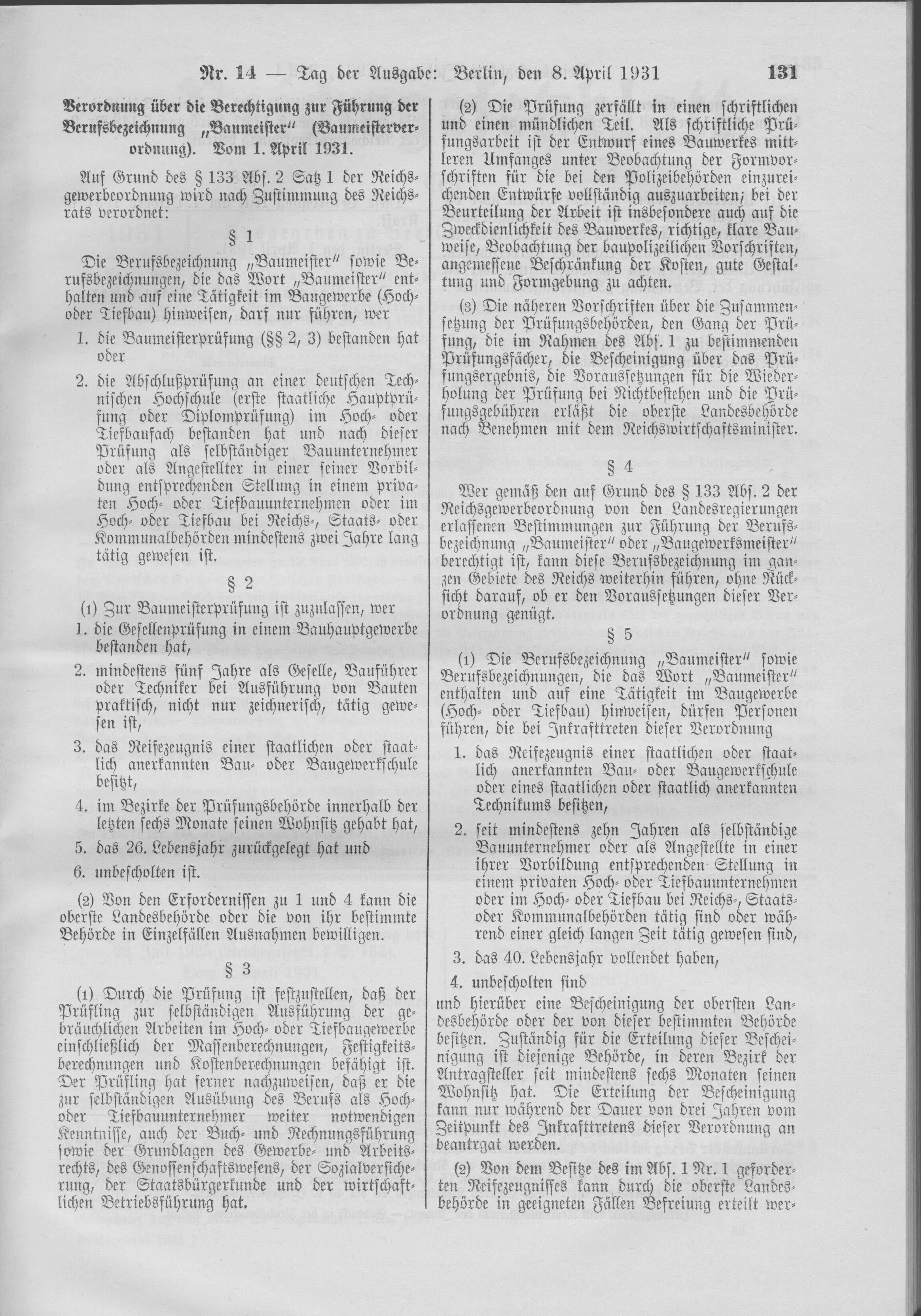
Baumeisterverordnung vom 1. April 1931

## Geschichte
Am 18. Oktober 1925 gründeten in Hannover Delegierte von 20 Absolventenvereinen deutscher Bauschul- und Baugewerkschulen den „Deutschen Bauschulbund“ als berufsständischen Verband von Bauschulabsolventen, um gemeinsame Ziele für ihren Stand und seine Berufe zu verfolgen. Nachdem sich der Bund ein halbes Jahrzehnt für eine eigene Berufsbezeichnung eingesetzt hatte, erhielten die Absolventen der Bauschul- und Baugewerkschulen die rechtlich geschützte Qualifikation als Baumeister durch die vom Reichswirtschaftsminister erlassene Baumeisterverordnung vom 1. April 1931. Bis dahin trugen nur Bauschulabsolventen aus den süddeutschen Ländern nach einem abgeschlossenen Studium von fünf Semestern und einem Praxisjahr die Bezeichnung Baumeister. Die Träger waren an kein einzelnes Handwerk gebunden, bedurften keines eigenen Betriebes, konnten planen, Baustellen vorbereiten, den Bauvorgang koordinieren und überwachen, das Bauwerk abnehmen und abrechnen – als Selbständige, als Angestellte und in der Behörde. Voraussetzung war, dass die Absolventen die Abschlussprüfung an einer Bauschule ablegten und nach mindestens fünf Jahren ein staatlich anerkanntes Examen bestanden.
Auf der Jahrestagung in Berlin erfolgte 1931 die Umbenennung in Reichsverband Deutscher Baumeister und Absolventen Höherer Technischer Lehranstalten. Nach der Verbandsauflösung 1936 kam 1949 erstmals wieder der erweiterte Hauptvorstand des ehemaligen deutschen Baumeisterbundes zu einer Arbeitssitzung zusammen. 1959 beschloss der Bund eine Ergänzung seines Namens zu Bund Deutscher Baumeister, Architekten und Ingenieure, um der Struktur seiner Mitglieder und dem Berufsfeld der Ingenieure im Bauwesen zu entsprechen. Hauptgeschäftsführer in den 1980er Jahren war der Rechtsanwalt Hans-Rudolf Sangenstedt, der in Bonn auch als Geschäftsführer des Bundes Deutscher Jäger wirkte.

## Organisation
Der Verband gliedert sich in 15 Landesverbände und 140 Bezirksgruppen. Die wichtigsten Organe des BDB sind die Delegiertenversammlung, die im Zweijahresturnus auf dem Deutschen Baumeistertag die verbands- und berufspolitischen Ziele formuliert, der halbjährlich tagende Bundesvorstand und das fünfköpfige Präsidium. Mitglied im BDB können alle Architekten und im Bauwesen tätigen Ingenieure werden, die ein Studium an einer Universität, einer Hochschule für angewandte Wissenschaften oder einer vergleichbaren staatlich anerkannten Hochschule abgeschlossen haben. Studierende der entsprechenden Fachbereiche werden als gleichberechtigte Mitglieder in den Verband aufgenommen. Die Interessen des beruflichen Nachwuchses werden von einem gewählten studentischen Berater für Studierende und Jungabsolventen im Bundesvorstand vertreten. Vorsitzender ist Christoph Schild. Hauptgeschäftsführer ist Martin Wittjen.

## Ziele und Aufgaben
Den Aktivitäten liegt der Gedanke des Bau-Teams zugrunde: dem kooperativen, interdisziplinären Zusammenwirken von Architekten, Bauingenieuren und Unternehmern bei der Planung, Vorbereitung und Ausführung von Bauvorhaben, im Interesse des Bauherrn und des Verbraucherschutzes. Dazu zählt, die Qualität des Bauens in allen Bereichen zu sichern, die fachliche und berufliche Weiterbildung der Mitglieder durch Fortbildungsveranstaltungen zu fördern und die Interessen der BDB-Mitglieder bei allen relevanten berufs-, bildungs- und gesellschaftspolitischen Themen zu vertreten. Dazu finden regelmäßig berufspolitische Gespräche zwischen ranghohen BDB-Vertretern und politischen Entscheidungsträgern statt. Über den Austausch in den Bezirksgruppen und den Landesverbänden bringen die Mitglieder ihren Sachverstand bei der Neuformulierung und Überarbeitung von bau- oder berufspolitisch relevanten Gesetzen und Vorschriften ein. Dabei gestalten sie auch die Politik der Architekten- und Ingenieurkammern in den Bundesländern und auf Bundesebene mit. Mit Jahresleitthemen setzt der BDB inhaltliche Schwerpunkte, die im Jahrbuch und auf dem Baumeistertag thematisch vertieft werden. Ideenwettbewerbe, Informations- und Diskussionsabende sowie architektonische Kurzreisen dienen der beruflichen Förderung des studentischen Nachwuchses.

## Preise
Der Verband und seine Mitgliederzeitschrift DBZ – Deutsche Bauzeitschrift stiften den Balthasar-Neumann-Preis und den BDB Studentenförderpreis.
Der Balthasar-Neumann-Preis wird alle zwei Jahre ausgeschrieben, wurde erstmals im Jahr 1994 verliehen und ist mit 10.000 € dotiert. Mit dem Balthasar-Neumann-Preis wird die beispielhafte, innovative und über technisch etablierte Standards hinausgehende Zusammenarbeit zwischen Architekten und Bauingenieuren verschiedener Fachdisziplinen an einem Bauwerk ausgezeichnet, das aufgrund dieser Kooperation, ganz im Sinne Balthasar Neumanns, herausragende technische und gestalterische Qualitäten und ein energetisch optimiertes Konzept aufweist. Ein Schwerpunkt liegt hier bei der Zusammenarbeit mit den TGA-Ingenieuren, um ein energetisch optimiertes Konzept zu erstellen. Insgesamt sollen beim Balthasar-Neumann-Preis die Parameter des nachhaltigen Bauens erfüllt sein. Neben den soziokulturellen Anforderungen werden auch die technischen Aspekte wie z. B. Energie- und Ressourcenverbrauch über den gesamten Lebenszyklus hinweg bewertet.
Mit dem BDB Studentenförderpreis werden im Zweijahresabstand Leistungen von Studierenden anerkannt, die für die Entwicklung des heutigen Bauens beispielhafte Lösungen in den Bereichen Gebäude, Ingenieurbauwerke, Konstruktionen und städtebauliche Planung aufzeigen. Der BDB stellt einen Gesamtbetrag von 5.200 Euro für zwei Förderpreise und einen Sonderpreis zur Verfügung. Die nächste Preisvergabe erfolgt 2024.